# The Crest
The Crest – czternasty studyjny album niemieckiego heavymetalowego gitarzysty Axela Rudiego Pella. Wydawnictwo zostało wydane 23 kwietnia 2010 roku nakładem wytwórni płytowej Steamhammer/SPV.
Nagrania zostały zarejestrowane między listopadem 2009 a styczniem 2010 roku w W.A.T. Studios w Bochum. Wokale zostały nagrane w "Box" w Connecticut w USA. Miksowanie odbyło się w Mi Sueño Studios na Teneryfie i Twilight Hall Studios w Grefrath w Niemczech. Mastering odbył się w DMS Mastering Studios w Mart.
19 listopada 2010 roku została wydana edycja Deluxe, która otrzymała nową okładkę, książeczkę 24-stronową, jeden dodatkowy utwór w postaci nowej wersji "Dreaming Dead" i drugą płytę zawierającą nagrania z DVD One Night Live.

## Lista utworów
Opracowano na podstawie materiału źródłowego.
1. "Prelude of Doom" (utwór instrumentalny) – 1:32
2. "Too Late" – 5:58
3. "Devil Zone" – 6:08
4. "Prisoner of Love" – 5:56
5. "Dreaming Dead" – 7:39
6. "Glory Night" – 5:45
7. "Dark Waves of the Sea (Oceans of Time Part II: The Dark Side)" – 8:00
8. "Burning Rain" – 5:44
9. "Noblesse Oblige (Opus #5 Adagio contabile)" (utwór instrumentalny) – 4:08
10. "The End of Our Time" – 6:15
11. "Dreaming Dead (extended version)" (utwór dodatkowy na wersji Deluxe) – 11:05

CD 2
1. "Tear Down the Walls" – 6:27
2. "Strong as a Rock" – 8:14
3. "Medley: The Masquerade Ball / Casbah / Tales of the Crown" – 14:37
4. "Drum Solo" – 4:32
5. "Rock the Nation" – 6:10
6. "The Temple of the King" (cover Rainbow) – 9:20
7. "Mystica" – 9:47
8. "Fool Fool / Eternal Prisoner" – 13:33

## Twórcy
Opracowano na podstawie materiału źródłowego.
| - Volker Krawczak – gitara basowa - Axel Rudi Pell – gitara, produkcja - Ferdy Doernberg – instrumenty klawiszowe - Mike Terrana – perkusja - Johnny Gioeli – śpiew | - Charlie Bauerfeind – miksowanie - Torsten Sickert – inżynieria dźwięku - Ulf Horbelt – mastering - Martin McKenna – okładka - Kai Hoffmann – projekt okładki |

## Notowania
| Kraj       | Pozycja |
| ---------- | ------- |
| Austria    | 68      |
| Szwecja    | 45      |
| Szwajcaria | 38      |
| Niemcy     | 22      |